# 松涛園線
松涛園線（ソンドウォンせん）は、朝鮮民主主義人民共和国江原道元山市にある松涛園駅からセギル駅までを結ぶ鉄道路線である。

## 路線データ
- 路線距離：セギル～松涛園間2.7km
- 駅数：2（両端駅を含む）
- 軌間：1435mm
- 電化区間：全区間
- 複線区間：なし

## 概要
- 日付不明 - 金日成専用鉄道開通[1]。
- 2014年9月23日 - セギル～松涛園間開通。

## 駅一覧
- 駅所在地は全線江原道元山市内。

| 駅名     | 駅名     | 駅名      | 駅間キロ (km) | 累計キロ (km) | 接続路線             |
| 日本語   | 朝鮮語   | 英語      | 駅間キロ (km) | 累計キロ (km) | 接続路線             |
| -------- | -------- | --------- | ------------- | ------------- | -------------------- |
| セギル駅 | 세길역   | Segil     | 0.0           | 0.0           | 北朝鮮鉄道省：江原線 |
| 松涛園駅 | 송도원역 | Songdowŏn | 2.7           | 2.7           |                      |

## 参考資料
- 「송도원역-세길역사이 철길 개통」, 朝鮮新報.